# Philippe Lemaire (écrivain, 1945)
Pour les articles homonymes, voir Philippe Lemaire.
Philippe Lemaire, né en 1945 à Saint-Laurent, dans le département des Ardennes, est un reporter et écrivain français.

## Biographie
Avant de devenir écrivain, Philippe Lemaire a été grand reporter à France 3 Rhône-Alpes-Auvergne.

## Œuvres
- Il était une fois la châtaigne, photos de Daniel et Étienne Lattard, Lyon, France, Éditions X. Lejeune, 2001, 184 p.  (ISBN 9782907608350)
- Les Vendanges de Lison, (Ciel de vendanges 01), Romagnat, France, Éditions De Borée, 2003, 365 p.  (ISBN 2-84494-186-9)
- Le Chemin de poussière, (Ciel de vendanges 02), Romagnat, France, Éditions De Borée, 2005, 285 p.  (ISBN 978-2844943033)
- La Belle Absente, (Ciel de vendanges 03), Romagnat, France, Éditions De Borée, 2006, 284 p.  (ISBN 2-84494-426-4)
- La Soureillade, Romagnat, France, Éditions De Borée, 2007, 330 p.  (ISBN 978-2-84494-618-8)
- Compagnons de fortune, Sayat, France, Éditions De Borée, 2009, 351 p.  (ISBN 978-2-84494-906-6)
- Gus ou L’Esquive des jours, Sayat, France, Éditions De Borée, 2010, 366 p.  (ISBN 978-2-8129-0196-6)
- Rue de la Côte-Chaude, Paris, Éditions Calmann-Lévy, coll. « France de toujours et d'aujourd'hui », 2011, 278 p.  (ISBN 978-2-7021-4192-2)
- L’Enfant des silences, Paris, Éditions Calmann-Lévy, coll. « France de toujours et d'aujourd'hui », 2012, 290 p.  (ISBN 978-2-7021-4303-2)
- L’Oiseau de passage, Paris, Éditions Calmann-Lévy, coll. « France de toujours et d'aujourd'hui », 2013, 290 p.  (ISBN 978-2-7021-4441-1)
- Le Crépuscule des chimères, Sayat, France, Éditions De Borée, 2014, 294 p.  (ISBN 978-2-8129-1227-6)
- Le Mas Lucille, Sayat, France, Éditions De Borée, coll. « Terre de poche », 2014, 354 p.  (ISBN 978-2-8129-1122-4)
- La Mélancolie du renard, Paris, Éditions Calmann-Lévy, coll. « France de toujours et d'aujourd'hui », 2015, 284 p.  (ISBN 978-2-7021-5369-7)
- Mathilde, Paris, Éditions Presses de la Cité, coll. « Terres de France », 2016, 359 p.  (ISBN 978-2-258-13021-0)
- Le Chant du feu, Bernay, France, Éditions Terre d'histoires, 2017, 234 p.  (ISBN 978-2-8246-1088-7)
- Des nerfs d'acier, Sayat, France, Éditions De Borée, 2019, 212 p.  (ISBN 978-2-8129-2552-8)
- Étonnantes histoires de Lyon, avec Muriel Lemaire, Strasbourg, France, Éditions du Signe, 2020, 208 p.  (ISBN 978-2-7468-3877-2)
- La Forêt des violons, Sayat, France, Éditions De Borée, coll. « Romans et récits du terroir », 2020, 247 p.  (ISBN 978-2-8129-2653-2)
- L’Arpenteur de rêves, Clermont-Ferrand, France, Éditions De Borée, 2021, 250 p.  (ISBN 978-2-8129-2724-9)
- Le Miroir aux mirages, Clermont-Ferrand, France, Éditions De Borée, coll. « Terres d’écriture », 2022, 272 p.  (ISBN 978-2-8129-2769-0)